# Hygrophila radicans
Hygrophila radicans är en akantusväxtart som först beskrevs av Christian Gottfried Daniel Nees von Esenbeck, och fick sitt nu gällande namn av Raymond Benoist. Hygrophila radicans ingår i släktet Hygrophila och familjen akantusväxter. Inga underarter finns listade i Catalogue of Life.